# Mojmír Vlašín
Mojmír Vlašín (* 17. listopadu 1954 Brno) je český zoolog, ekolog, aktivista a politik, v letech 2004 až 2008 zastupitel Jihomoravského kraje, v letech 1990 až 1994 a opět 2002 až 2018 zastupitel města Brna, člen Strany zelených.

## Život
Pochází z rodiny normalizačního literárního vědce Štěpána Vlašína. Vystudoval Přírodovědeckou fakultu Masarykovy univerzity v Brně, obor biologie. Po absolvování školy byl mimo jiné náměstkem ředitele Českého ústavu ochrany přírody. Byl zaměstnán v Ekologickém institutu Veronica (součást Českého svazu ochránců přírody), externě vyučuje na Katedře environmentálních studií Fakulty sociálních studií Masarykovy univerzity a je soudním znalcem v oboru ochrana přírody.
Je aktivní v řadě nevládních ochranářských a vědeckých organizací, mj. těchto: Ekologický institut Veronica, Česká společnost ornitologická, Česká společnost pro ochranu netopýrů, Poradní sbor Pálava, nebo Natural Areas Asotiation. Také je jedním ze zakladatelů Česko-nepálské společnosti. Patří mezi členy redakční rady časopisu Sedmá generace.
V České televizi uváděl ekologický soutěžní pořad pro děti Hra na zelenou.
Ve vědecké oblasti se zabývá především ochranou netopýrů, obojživelníků a plazů. Věnuje se preventivní ochraně životního prostředí, začátkem devadesátých let spolu s Alešem Máchalem napsali knížku Desatero domácí ekologie; název této knihy časem zdomácněl a používá se pro dobrovolné a preventivní možnosti ochrany životního prostředí každého jednotlivce.
Je autorem řady recesistických divadelních her pro brněnský ekologický institut Veronica.
Mojmír Vlašín je ženatý, má dvě dospělé děti (dceru a syna).

## Politické působení
V roce 1990 byl zvolen do zastupitelstva města Brna, kde pracoval do roku 1994 jako místopředseda komise pro životní prostředí. V roce 2002 byl opět zvolen do zastupitelstva města Brna i do zastupitelstva městské části Brno-Ořešín, kde v letech 2005–2006 vykonával funkci místostarosty. V letech 2004–2008 byl členem zastupitelstva Jihomoravského kraje. Byl členem jeho výboru pro výchovu, vzdělání a zaměstnanost a komise životního prostředí Rady JMK. V roce 2006 byl opět zvolen zastupitelem města Brna. V senátních volbách v říjnu 2006 kandidoval za SZ v obvodu 59 Brno-město; skončil třetí za kandidáty ODS a ČSSD s 16,68 %. Do Evropského parlamentu, ve volbách 2009, kandidoval za Stranu zelených na 7. místě (SZ se jako celek do EP nedostala). Ve všech případech kandidoval jako nestraník na kandidátce Strany zelených.
Ve volbách do Evropského parlamentu v roce 2014 kandidoval na 3. místě kandidátky Strany zelených, ale strana pod Liškovým vedením opět neuspěla. V komunálních volbách v roce 2014 obhájil jako nestraník za Stranu zelených post zastupitele města Brna a dále obhájil i mandát zastupitele Městské části Brno-Ořešín, když vedl tamější kandidátku SZ.
V komunálních volbách v roce 2018 znovu kandidoval jako nestraník za Zelené do Zastupitelstva města Brna (na 20. místě kandidátky), ale mandát zastupitele města se mu tentokrát obhájit nepodařilo. Neobhájil ani mandát zastupitele městské části Brno-Ořešín, kde také kandidoval jako nestraník Zelené.
Ve volbách do Poslanecké sněmovny PČR v roce 2021 kandidoval již jako člen Zelených v Jihomoravském kraji, ale neuspěl. V komunálních volbách v roce 2022 kandiduje z pozice člena Zelených za uskupení „Zelení a Žít Brno s podporou Idealistů“ do Zastupitelstva města Brna. Kandiduje též na samostatné kandidátce Zelených do Zastupitelstva městské části Brno-Ořešín.

## Publikace
- Desatero domácí ekologie – Aleš Máchal & Mojmír Vlašín, EkoCentrum 1994 a 1996, Rezekvítek 2002, ISBN 80-86626-01-6 (další spoluautorka Dagmar Smolíková)
- Klíč k určování obojživelníků a plazů, 1995
- Klíč k určování savců – spoluautorka Helena Vlašínová, 1994
- Atlas rozšíření plazů v České republice – Mikátová B., Vlašín M., Zavadil V. (eds.), 2001
- Ochrana netopýrů – spoluautorka Ivana Málková, 2004
- Ochrana obojživelníků – Blanka Mikátová, Mojmír Vlašín, 2002
- Podivné příhody ochránce přírody, 2022 – povídky